# Joe Sugg
Joseph Graham "Joe" Sugg (8 de setembro de 1991) é um youtuber, cineasta, autor e vlogger britânico. Sugg é conhecido pelos canais 'ThatcherJoe', 'ThatcherJoeVlogs' e 'ThatcherJoeGames'.

## Carreira
Sugg é o irmão mais novo de Zoe Sugg, que também é youtuber. Ele trabalhou como telhoteiro, além de sua carreira no YouTube. Sugg criou o canal 'ThatcherJoe' em novembro de 2011 e, em 28 de julho de 2016, ele possuía mais de 7,1 milhões de inscritos e mais de 500 milhões de visualizações. Seus vídeos consistem em desafios e brincadeiras.

### Música
Sugg foi membro do 'YouTube Boyband' que arrecadou dinheiro para o Comic Relief. Sugg também apareceu no single "Do They Know It's Christmas?" como parte do supergrupo de caridade Band Aid 30, que arrecadaram dinheiro para a cura de pessoas com o vírus ebola, na África Ocidental.

### Filme
Em 2015, Sugg, juntamente com Lee, realizaram cameo do filme The SpongeBob Movie: Sponge Out of Water. Também em 2015, apareceu junto com Caspar Lee no filme em DVD Joe and Caspar Hit the Road, que foi exibido no canal de televisão britânico E4 em abril de 2016. Um segundo DVD, Joe & Caspar Hit the Road USA, foi lançado Em 2016.

### Romances gráficos
Sugg é autor da romance gráfico Username: Evie, publicada em 2015 pela Hodder & Stoughton. A escrita é feita por Matt Whyman, com Amrit Birdi, Joaquin Pereyra e a editora Mindy Lopkin. O romance conta a história da estudante Evie, que sonha com um lugar onde ela pode ser ela mesma. Seu pai terminalmente doente cria uma realidade virtual para ela, mas morre antes dela realizar seu sonho. Um segundo romance gráfico, Username: Regenerated, foi publicado em 2016.